# Gare de Freistroff
Gare de Freistroff vasútállomás Franciaországban, Freistroff településen.

## Vasútvonalak
Az állomást az alábbi vasútvonalak érintik:
- Metz–Anzeling-vasútvonal

## Kapcsolódó állomások
A vasútállomáshoz az alábbi állomások vannak a legközelebb:
- Gare d’Anzeling
- Gare de Bouzonville